# Woodfield Mall

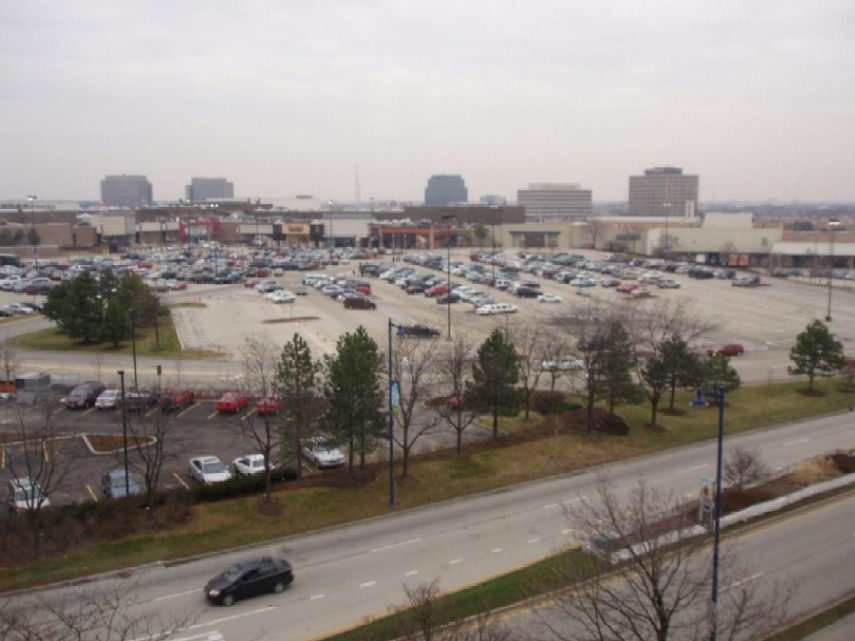
Le Woodfield Mall

Le Woodfield Mall est un centre commercial situé à Schaumburg, dans la banlieue de Chicago, dans l'Illinois. C'est le huitième plus grand centre commercial des États-Unis, et le premier en Illinois. Sa surface de vente est de 206 616 mètres carrés et il y a environ 245 magasins.

## Histoire
Le Woodfield Mall fut inauguré le 9 septembre 1971 et devint alors le plus grand centre commercial de Illinois avec 59 magasins.
En 1973, le centre s'agrandit avec 189 magasins et une surface de 176 000 m², c'était le plus grand centre commercial des États-Unis à cette époque.

## Magasins

### Grands magasins
- JCPenney
- Lord & Taylor
- Macy's
- Nordstrom
- Sears

### Commerce de détail

#### Streets Of Woodfield
'Streets of Woodfield' est une récente extension de la zone Woodfield:
- Loews Theatres
- GameWorks
- Carson Pirie Scott & Co.
- Chipotle Mexican Grill
- Dick's Sporting Goods
- Jamba Juice
- Starbucks
- Root's Studios - Professional Photo Studio
- Maggiano's Little Italy
- Big Bowl
- Wild Noodles

#### Streets of Woodfield Annex
- Whole Foods
- Crate & Barrel

#### Woodfield Village Green
- Borders Books & Music
- Circuit City
- The Container Store
- Costco
- Famous Footwear
- Filene's Basement
- Home Depot Expo
- Homegoods
- Marshalls
- Nordstrom Rack
- OfficeMax
- Old Navy
- PetSmart
- Saks Off 5th

#### Surrounding area
Magasins:
- Best Buy
- Circuit City
- Ikea
- Toys "R" Us
- CompUSA
- Tower Records
- The Container Store
- Old Navy
- Borders
- The Sports Authority
- Cost Plus World Market
- Costco Wholesale

Restaurants:
- Weber Grill
- Joe's Crab Shack
- California Pizza Kitchen
- Portillo's Restaurants
- Uno Chicago Grill
- Chevy's Fresh Mex Restaurants
- TGI Friday's
- Smokey Bones Barbeque and Grill
- Bennigan's Grill & Tavern
- Bamboo Room - Night Club in the area
- Bahama Breeze
- Fuddruckers
- Hooters
- Wildfire
- Benihana
- Pompei
- Rainforest Cafe
- Olive Garden